# Stephen Christian
Stephen Christian (Kalamazoo, Míchigan, 28 de julio de 1976) es un cantautor americano, multinstrumentista, y autor mejor conocido como el vocalista de la banda de rock alternativo Anberlin y de su proyecto paralelo Anchor & Braille. Él y sus compañeros de banda empezaron Anberlin en 2002, después de que su anterior grupo SaGoh 24/7 se separó. Él es también uno de los principales compositores de la banda, junto con Joseph Milligan. Con Anberlin ha lanzado siete álbumes de estudio: Blueprints for the Black Market (2003), Never Take Friendship Personal (2005), Cities (2007), New Surrender (2008), Dark Is the Way, Light Is a Place (2010), Vital (2012) y Lowborn (2014).
Christian también lanzó dos álbumes con su proyecto acústico, Anchor & Braille. El primero de ellos, titulado Felt, lo produjo Aaron Marsh de la banda Copeland, y se publicó el 4 de agosto de 2009. El segundo, The Quite Life, se lanzó en 2012. Él también es el fundador del sello Wood Water Records, y publicó su primer libro, The Orphaned Anything's, en febrero de 2008.
En el mes de julio del año 2017, Stephen lanza su primer álbum como solista llamado Wildfires.

## Vida personal
Stephen Christian nació en Kalamazoo, Michigan. Christian asistió a Winter Haven High School junto con sus compañeros Deon Rexroat y Joseph Milligan. Tras la finalización de la escuela secundaria, los tres formaron la banda SaGoh 24/7, que eventualmente se convirtió en Anberlin. el hermano más joven de Christian, Paul fue una influencia en parte de la música de la banda. Él es un graduado de la Universidad de Florida Central y la Facultad de Derecho de la Universidad Estatal de Florida, con una licenciatura en Psicología. Christian reside actualmente en Nashville, Tennessee.
Christian es co-fundador de Faceless International junto con sus dos amigos, Seth Cain y Sarah Freeman. Faceless, es una organización sin fines de lucro enfocada en la lucha contra la trata de personas y la esclavitud de hoy en día, "tiene por objeto defender a la difícil situación de los explotados de todo el mundo que se han ido sin rostro y desconocidos por demasiado tiempo". El grupo organiza y realiza viajes humanitarios a las zonas necesitadas, tanto internacional como nacional. El tomo el nombre "Faceless" de una banda local de Winter Haven nombrada Faceless.[cita requerida] Otros miembros incluyen a Álex Rodríguez, baterista de Saosin, y Buddy Deason, antiguo vocalista de la banda Droid.[cita requerida]
El padre Christian trabajó con una organización sin fines de lucro llamada American Medical Relief que suministra equipos médicos a los países del tercer mundo, por lo que fue expuesto a humanitarismo a una edad temprana. En una entrevista con myMag, Christian recuerda haber ido a México con su padre y ver a las personas que viven en los vertederos de basura y tamizado a través de encontrar piezas de metal de desecho de los alimentos. El padre de Christian tenía planes para instalar un hospital en un vertedero, y que es en el que Christian dijo que la primera semilla fue plantada. la participación de Christian con American Medical Relief y otras organizaciones sin fines de lucro le daba ganas de actuar. Asistió a la universidad por ello con planes de trabajar para Habitat for Humanity o UNICEF, pero Anberlin se firmó un mes después de su graduación. Las experiencias de Christian con los esfuerzos humanitarios fueron inspiración para varias de las canciones de las bandas, especialmente de la Nueva Entrega álbum, como "Burn Out brillante (Luces del Norte)".

## Discografía
SaGoh 24/7
- 1999: Servants After God's Own Heart
- 2001: Then I Corrupt Youth

Anberlin
- 2003: Blueprints for the Black Market
- 2005: Never Take Friendship Personal
- 2007: Cities
- 2008: New Surrender
- 2010: Dark Is the Way, Light Is a Place
- 2012: Vital
- 2014: Lowborn
- 2022: Silverline
- 2023: Convinced
- 2024: Vega

Anchor & Braille
- 2009: Felt
- 2012: The Quiet Life
- 2016: Songs For The Late Night Drive Home

Solo
- 2017: Wildfires

### Contribuciones y colaboraciones
- The Human Flight Committee - Oh, When the Animals Unionize (2008) guest vocalist on the song "Russian We're Barely Moving"
- Craig Owens - With Love EP (2009) featured vocalist on the song "Products of Poverty"
- Darling Parade - "Remember" (featuring Stephen Christian of Anberlin) (2011)
- Hyland - "The One That Got Away" (featuring Stephen Christian during the chorus) (2011)
- Horsell Common - "I'm Dead" (featuring Stephen Christian)
- The Climbing - "Far From Loneliness" (featuring Stephen Christian)
- Esteban - "Follow" (featuring Stephen Christian)
- Fireflight - "Safety" (featuring Stephen Christian) (2015)